# Арт Паркінсон
Арт Паркінсон (англ. Art Parkinson; 19 жовтня 2001, Мовілл, Донегол, Ірландія) — ірландський актор, найбільше відомий роллю Рікона Старка у серіалі «Гра престолів».

## Біографія
Арт Паркінсон народився 19 жовтня 2001 року у селищі Мовілл (Ірландія). У сім'ї в нього було ще два брати. З ними він відвідував школу мистецтв, яку заснувала їхня матір. У віці семи років знявся у своєму першому фільмі «Багряна імла» (2008).
Наступний фільм, у якому знявся Паркінсон, приніс йому світову славу. Це був серіал «Гра престолів». Після успішної ролі Рікона Старка, актор отримав ролі у таких відомих фільмах як «Дракула», «З любов'ю, Розі» та «Розлом Сан-Андрес» тощо.

## Фільмографія

### Фільми
| Рік  |    | Українська назва          | Оригінальна назва        | Роль           |
| ---- | -- | ------------------------- | ------------------------ | -------------- |
| 2008 | ф  | Багрова імла              | Freakdog                 | молодий Кеннет |
| 2013 | ф  | Дотик темряви             | Dark Touch               | Пітер          |
| 2014 | ф  | Аномалія                  | The Anomaly              | Алекс          |
| 2014 | ф  | Стрільба для Сократа      | Shooting for Socrates    | Томмі          |
| 2014 | ф  | Дракула. Невідома історія | Dracula Untold           | Інгерас        |
| 2014 | ф  | З любов'ю, Розі           | Love, Rosie              | Гері Данн      |
| 2015 | ф  | Розлом Сан-Андреас        | San Andreas              | Оллі Тейлор    |
| 2016 | мф | Кубо і легенда самурая    | Kubo and the Two Strings | Кубо (голос)   |
| 2017 | ф  | Я вбиваю велетнів         | I Kill Giants            | Дейв           |
| 2017 | ф  | Зоопарк                   | Zoo                      | Том Голл       |
| 2018 | ф  | Живіт кита                | The Belly of the Whale   | Мартін Ленкс   |

### Телебачення
| Рік       |   | Українська назва | Оригінальна назва | Роль                        |
| --------- | - | ---------------- | ----------------- | --------------------------- |
| 2011—2016 | с | Гра престолів    | Game of Thrones   | Рікон Старк (14 епізодів)   |
| 2019—2021 | с |                  | The Bay           | Роб Армстронг (12 епізодів) |

## Нагороди та номінації
| Рік  | Нагорода | Категорія                                            | Фільм                  | Результат | Примітки |
| ---- | -------- | ---------------------------------------------------- | ---------------------- | --------- | -------- |
| 2017 | Енні     | Видатні досягнення в озвученні у анімаційному фільмі | Кубо і легенда самурая | Номінація | [ 4 ]    |